# Dumont (Nueva Jersey)
Dumont es un borough ubicado en el condado de Bergen en el estado estadounidense de Nueva Jersey. En el año 2000 tenía una población de 17.503 habitantes y una densidad poblacional de 3,396.0 personas por km².

## Geografía
Dumont se encuentra ubicado en las coordenadas 40°56′43″N 73°59′36″O / 40.94528, -73.99333.

## Demografía
Según la Oficina del Censo en 2000 los ingresos medios por hogar en la localidad eran de $65,490 y los ingresos medios por familia eran $73,880. Los hombres tenían unos ingresos medios de $47,402 frente a los $35,331 para las mujeres. La renta per cápita para la localidad era de $26,489. Alrededor del 2.6% de la población estaba por debajo del umbral de pobreza.